# Teorema de König (teoría de conjuntos)
En teoría de conjuntos, el teorema de König establece una desigualdad entre la suma y el producto de dos conjuntos de números cardinales, siempre que se cumpla el axioma de elección. Debe su nombre al matemático húngaro Gyula Kőnig.

## Enunciado
El enunciado del teorema de König en términos de cardinales bien ordenados es:
| Sean dos familias de cardinales {κi}i ∈ I y {μi}i ∈ I, tales que se cumpla la desigualdad estricta κi < μi para cada i ∈ I. Entonces se tiene: {\displaystyle \sum _{i\in I}\kappa _{i}<\prod _{i\in I}\mu _{i}} |

La suma de cardinales Σi κi ha de entenderse como el cardinal de la unión disjunta de los κi, mientras que el producto Πi μi es el cardinal del producto cartesiano de los μi. La demostración del teorema asume el axioma de elección.

## Equivalencia con el axioma de elección
El enunciado del teorema de König es equivalente al axioma de elección (en ZF), si se reformula sin hacer referencia a los cardinales bien ordenados, de la siguiente forma:
| Dadas dos familias de conjuntos {Ai}i ∈ I y {Bi}i ∈ I tales que \|Ai\| < \|Bi\| para cada i ∈ I, se cumple que: {\displaystyle \left\|\biguplus _{i\in I}A_{i}\right\|<\left\|\prod _{i\in I}B_{i}\right\|\,,} donde {\displaystyle \uplus } denota una unión disjunta. |

Asumiendo el axioma de elección, este enunciado es equivalente al anterior. Por otro lado, si se asume este enunciado, tomando como Ai una familia de conjuntos vacíos, se tiene que:

{\displaystyle \varnothing <\left|\prod _{i\in I}B_{i}\right|\,,}

para cualquier familia de conjuntos no vacíos, que es precisamente una forma equivalente de enunciar el axioma de elección: el producto cartesiano de cualquier familia de conjuntos no vacíos es no vacío.